# Lekkoatletyka na Letnich Igrzyskach Olimpijskich 1964 – bieg na 3000 m z przeszkodami mężczyzn
Bieg na 3000 metrów z przeszkodami mężczyzn podczas XVIII Letnich Igrzysk Olimpijskich w Tokio rozegrano 15 (eliminacje) i 17 października 1964 (finał) na Stadionie Olimpijskim w Tokio. Zwycięzcą został Belg Gaston Roelants.

## Rekordy

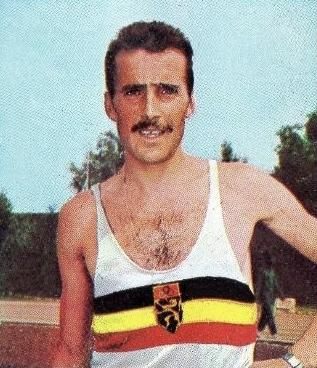
Gaston Roelants

|                   | zawodnik              | narodowość | czas   | data                 | miejsce |
| ----------------- | --------------------- | ---------- | ------ | -------------------- | ------- |
| Rekord świata     | Gaston Roelants       | Belgia     | 8:29,6 | 7 września 1963(dts) | Leuven  |
| Rekord olimpijski | Zdzisław Krzyszkowiak | Polska     | 8:34,2 | 3 września 1960(dts) | Rzym    |

## Wyniki
| Poz. - pozycja |
| – rekord świata \| – rekord krajowy \| – rekord życiowy \| = – wyrównany rekord życiowy \| · – najlepszy wynik w sezonie \| = – wyrównany najlepszy wynik w sezonie \| – rekord olimpijski |
| Fn – falstart \| DNF – nie ukończył \| DNS – nie wystartował \| DSQ – zdyskwalifikowany |

### Eliminacje
Rozegrano trzy biegi eliminacyjne. Do finału awansowało po trzech najlepszych zawodników z każdego biegu (Q) oraz jeden z najlepszym czasem spośród pozostałych (q).

#### Bieg 1
| Poz. | Zawodnik            | Narodowość               | Rezultat | Uwagi |
| ---- | ------------------- | ------------------------ | -------- | ----- |
| 1    | Manuel de Oliveira  | Portugalia               | 8:40,8   | Q     |
| 2    | Iwan Bielajew       | ZSRR                     | 8:42,0   | Q     |
| 3    | Ben Assou El Ghazi  | Maroko                   | 8:42,8   | Q     |
| 4    | Vic Zwolak          | Stany Zjednoczone        | 8:43,6   |       |
| 5    | Zenji Okuzawa       | Japonia                  | 8:50,0   |       |
| 6    | Slavko Špan         | Jugosławia               | 8:57,6   |       |
| 7    | József Mácsár       | Węgry                    | 9:08,8   |       |
| 8    | Dieter Hartmann     | Niemcy                   | 9:09,2   |       |
| 9    | Jean Toffey Ekonian | Wybrzeże Kości Słoniowej | 9:47,4   |       |
| –    | Bengt Persson       | Szwecja                  | DNS      |       |

#### Bieg 2
| Poz. | Zawodnik             | Narodowość        | Rezultat | Uwagi |
| ---- | -------------------- | ----------------- | -------- | ----- |
| 1    | Maurice Herriott     | Wielka Brytania   | 8:33,0   | Q     |
| 2    | Lars-Erik Gustafsson | Szwecja           | 8:34,2   | Q     |
| 3    | George Young         | Stany Zjednoczone | 8:34,2   | Q     |
| 4    | Guy Texereau         | Francja           | 8:34,6   | q     |
| 5    | Łazar Narodnicki     | ZSRR              | 8:43,0   |       |
| 6    | Alfred Döring        | Niemcy            | 8:43,2   |       |
| 7    | Taketsugu Saruwatari | Japonia           | 8:46,6   |       |
| 8    | Edward Szklarczyk    | Polska            | 8:48:0   |       |
| 9    | Labidi Ayachi        | Tunezja           | 9:02,0   |       |
| 10   | Cahit Önel           | Turcja            | 9:15,6   |       |

#### Bieg 3
| Poz. | Zawodnik            | Narodowość        | Rezultat | Uwagi |
| ---- | ------------------- | ----------------- | -------- | ----- |
| 1    | Adolfas Aleksejūnas | ZSRR              | 8:31,8   | Q     |
| 2    | Gaston Roelants     | Belgia            | 8:33,8   | Q     |
| 3    | Ernie Pomfret       | Wielka Brytania   | 8:45,2   | Q     |
| 4    | Jeff Fishback       | Stany Zjednoczone | 8:50,2   |       |
| 5    | Benjamin Kogo       | Kenia             | 8:51,0   |       |
| 6    | Rainer Dörner       | Niemcy            | 8:55,0   |       |
| 7    | Attila Simon        | Węgry             | 8:57,8   |       |
| 8    | Trevor Vincent      | Australia         | 8:58,8   |       |
| 9    | Saburō Yokomizo     | Japonia           | 9:04,6   |       |
| 10   | Dilbagh Singh Kler  | Indie             | 9:18,8   |       |

### Finał
| Poz. | Zawodnik             | Narodowość        | Rezultat | Uwagi |
| ---- | -------------------- | ----------------- | -------- | ----- |
| 1    | Gaston Roelants      | Belgia            | 8:30,8   | OR    |
| 2    | Maurice Herriott     | Wielka Brytania   | 8:32,4   | [ 3 ] |
| 3    | Iwan Bielajew        | ZSRR              | 8:33,8   |       |
| 4    | Manuel de Oliveira   | Portugalia        | 8:36,2   |       |
| 5    | George Young         | Stany Zjednoczone | 8:38,2   |       |
| 6    | Guy Texereau         | Francja           | 8:38,6   |       |
| 7    | Adolfas Aleksejūnas  | ZSRR              | 8:39,0   |       |
| 8    | Lars-Erik Gustafsson | Szwecja           | 8:41,8   |       |
| 9    | Ben Assou El Ghazi   | Maroko            | 8:43,6   |       |
| 10   | Ernie Pomfret        | Wielka Brytania   | 8:43,6   |       |